# Viktor Bunak
Víktor Valeriánovitch Bunák (em russo:  Ви́ктор Валериа́нович Буна́к Буна́к; Moscou, 22 de setembro de 1891 — Moscou, 11 de abril de 1979) foi um antropólogo russo.

## Biografia
Viktor Bunak nasceu em Moscou em 22 de setembro (10 de setembro no calendário juliano) de 1891. Graduou-se em física e matemática na Universidade de Moscou em 1912, e tornou-se professor desta em 1925. Em 1922, fundou o Instituto e Museu Antropológico com Dmitri Anutchin, do qual tornou-se diretor no ano seguinte, e em 1943 se tornou diretor do Departamento de Antropologia do Instituto de Etnografia da Academia de Ciências da União Soviética. Em 1948, foi expulso de todos os seus postos por não apoiar a perseguição de geneticistas, mas no mesmo ano passou a trabalhar no Departamento de Antropologia da Universidade de Leningrado, sendo retransferido para Moscou em 1955. Teve contribuições significantes nas áreas de etnografia, linguística e antropologia física. Foi agraciado com a Ordem de Lenin. Faleceu em Moscou em 11 de abril de 1979.